# Operation Morgenröte 5
Irakische Invasion (1980)

Entegham – Kaman 99 – Chorramschahr – Sultan 10 – Scorch Sword – Abadan – Kafka – Ashkan – Morwarid – Dezful
Pattsituation (1981)

Tavakol – Susangerd – H-3
Iranische Offensiven zur Befreiung iranischen Territoriums (1981–82)

Samen-ol-A'emeh – Tariq al-Qods – Fath ol-Mobin – Beit ol-Moqaddas – Rückeroberung Chorramschahrs
Iranische Offensiven im Irak (1982–84)

Ramadan/1. Basra – Moslem Ibn Aqil – Muharram ol-Harram – Morgenröte 1 – Morgenröte 2 – Morgenröte 3 – Morgenröte 4 – Morgenröte 5/2. Basra – Kheibar/3. Basra – Kurdenaufstand – Morgenröte 6 – Morgenröte 7 – Hawizeh-Marschland
Iranische Offensiven im Irak (1985–87)

Badr/4. Basra – Morgenröte 8 – 1. al-Faw – Morgenröte 9 – Karbala 1 – Karbala 2 – Karbala 3 – Fath 1 – Karbala 4/5. Basra – Karbala 5/6. Basra – Karbala 6 – Karbala 7 – Karbala 8/7. Basra – Karbala 9 – Karbala10 – Nasr 4
Letztes Kriegsjahr (1988)

Beit ol-Moqaddas 2 – Anfal – Halabdscha – Zafar 7 – Tawakalna ala Allah – 2. al-Faw – Shining Sun – 40 Sterne – Mersad
Tankerkrieg

Earnest Will – Prime Chance – Eager Glacier – Nimble Archer – Praying Mantis
Internationale Vorfälle

Stark – Iran-Air-Flug 655
Die Operation Morgenröte 5 (persisch Valfajr 5; in englischer Literatur meist als Operation Dawn 5 übersetzt) war eine Offensive im Ersten Golfkrieg.
Das Ziel der Offensive war die Trennung des irakischen 3. Armeekorps und 4. Armeekorps in der Nähe von Basra.
Auf iranischer Seite kamen nur Pasdaran zum Einsatz, welche in der Anfangsphase der Operation mit Booten bis auf wenige Kilometer von der strategischen Basra-Bagdad Wasserstraße vorrückten.
Doch den Iranern fehlte es an Artillerie, Luftunterstützung und gepanzerten Fahrzeugen, weswegen sie die besser ausgerüsteten Iraker nicht besiegen konnten.
Bereits am 22. Februar erfolgte mit Operation Morgenröte 6 die nächste große iranische Offensive.